# The Last Witness
The Last Witness é um filme mudo do gênero policial produzido no Reino Unido e lançado em 1925. Foi baseado em um romance de F. Britten Austin.